# Destini
Destini (Another World), è stata una soap opera statunitense creata da Irna Phillips (Sentieri, Così gira il mondo) e William J. Bell (Febbre d'amore, Beautiful) e trasmessa dalla NBC.
Nata il 4 maggio 1964 e terminata il 25 giugno 1999, venne trasmessa in Italia per la prima volta nel gennaio 1989 da Rai 3 (episodi USA 1984) alle 17:15 con replica la mattina successiva alle 11:15, e successivamente dal 1990 nel pomeriggio di Rai 2.
A causa dei bassi ascolti, la messa in onda della soap opera fu interrotta nel 1991. Venne poi riproposta alle 13:45, sempre su Rai 2, a partire dal 15 giugno 1992 con il titolo Stagioni, un nuovo doppiaggio e un salto temporale di 4 anni (episodi USA 1988) ma sempre a causa dei bassi ascolti venne definitivamente cancellata dai palinsesti italiani.
Negli Stati Uniti invece la soap ebbe molto successo tanto da risultare la soap più seguita negli USA nelle stagioni 1973-1974 (a pari merito con Così gira il mondo della CBS e Il tempo della nostra vita della NBC) e nella stagione 1977-1978 (sempre a pari merito con Così gira il mondo).

## Trama e caratteristiche
Destini, ambientata a Bay City, nel Texas, fu la prima soap opera a creare un incrocio narrativo con un altro serial: ciò accadde negli anni sessanta quando due personaggi di Sentieri (soap ideata dalla stessa creatrice di Destini, Irna Phillips) Mike Bauer e la figlia Hope, si trasferirono per un po' di tempo a Bay City, salvo poi tornare alcuni anni dopo a Springfield (immaginaria cittadina in cui era ambientata Sentieri) e rientrare dunque nelle storyline della suddetta soap. Durante la permanenza di Mike e Hope a Bay City anche altri due celebri personaggi di Sentieri, Bert Bauer ed Ed Bauer, rispettivamente madre e fratello di Mike (e nonna e zio di Hope), fecero delle brevi apparizioni in Destini con il pretesto di andare a trovare i loro congiunti. Negli anni settanta Hope Bauer tornerà nuovamente a Bay City e dunque nelle trame di Destini per frequentare il college, ma in seguito tornerà di nuovo a Springfield, e dunque di nuovo nella storia di Sentieri.
Destini è la soap opera statunitense che vanta il record di durata oraria delle proprie puntate: nella stagione 1979-1980 infatti ogni singolo episodio durava ben 90 minuti, lunghezza mai raggiunta da nessun'altra soap statunitense per i propri episodi. In precedenza la soap aveva avuto una durata di 30 minuti a episodio (dal 1964 al 1975) e di 60 minuti (dal 1975 al 1979); nella stagione 1980-1981, dopo la tiepida accoglienza da parte del pubblico agli episodi extralarge di 90 minuti della stagione precedente, le puntate della soap tornarono ad avere 60 minuti di durata e così fu fino alla chiusura del serial avvenuta nel 1999. Nei primi due anni e mezzo di programmazione (1964-1967) la soap andò in onda in bianco e nero; a partire dall'autunno 1967, la soap incominciò a essere trasmessa a colori.

## Interpreti
- Morgan Freeman (Roy Bingham)
- Joanna Going (Lisa Grady)
- Kelsey Grammer (Dr. Canard)
- Anne Heche (Marley Hudson / Vicky Hudson)
- Ray Liotta (Joey Perrini)
- Marcia Cross (Katheryn "Kate" Sanders)
- Lindsay Lohan (Alli Fowler)
- Kevin Williamson (Dougie)
- Rue McClanahan (Caroline Johnson)
- Julian McMahon (Ian Rain)
- Luke Perry (Kenny)
- Brad Pitt (Chris)
- Ving Rhames (Czaja Carnek)
- Kim Rhodes (Cynthia 'Cindy' Brooke Harrison)
- Eric Roberts (Ted Bancroft)
- Kyra Sedgwick (Julia Shearer)
- Ted Shackelford (Ray Gordon)

## Sigla
La sigla italiana era musicata da Vince Tempera